# Andrea dell’Aqua

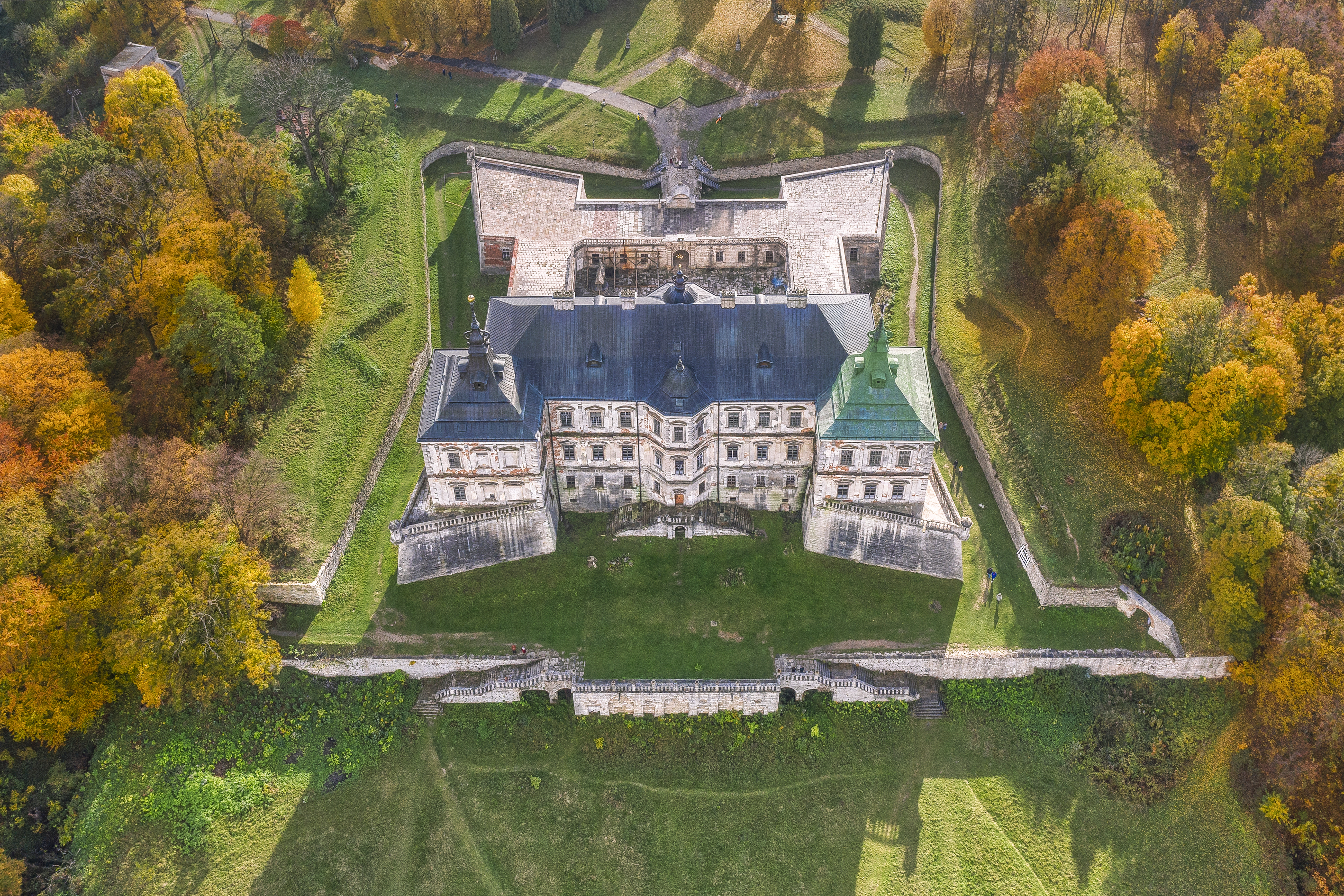
Burg Pidhirzi

Andrea dell’Aqua, polnisch Andrzej dell’Aqua (* 1584 in Venedig; † 1656 in Polen-Litauen) war ein Architekt, Festungsingenieur und Kanonier des Frühbarocks. Dell’Aqua gehörte zu den zahlreichen italienischen Barockkünstlern, die in Polen-Litauen für die Magnaten tätig waren.

## Leben
Dell’Aqua kam um 1608 nach Polen-Litauen und war zunächst für den Woiwoden von Kiew Konstanty Wasyl Ostrogski und den Königlichen Mundschenk Adam Hieronim Sieniawski in Bereschany tätig. Ab 1613 nahm ihn der Großkanzler Tomasz Zamoyski in seine Dienste. Er beendete die Festungsanlagen von Zamość, die Bernardo Morando 1578 begonnen hatte, und baute sie im barocken Stil aus. Ab 1622 leitete er auch die Kanonier- und Festungsschule für den polnisch-litauischen König Sigismund III. Wasa. 1623 baute er die Festungsanlage am Schloss Pilica für den Krakauer Kastellan Jerzy Zbaraski. 1630 wechselte er zu dem Großhetman der Krone Stanisław Koniecpolski, für den er zusammen mit Guillaume le Vasseur de Beauplan das Schloss in Brody befestigte. Danach baute er die Burg Pidhirzi und die örtliche Pfarrkirche für Stanisław Koniecpolski. Auch das Schloss Koniecpolski in Warschau, der heutige Präsidentenpalast, geht auf ihn zurück. Später beauftragte ihn auch der Krakauer Woiwode Władysław Dominik Zasławski mit Bauarbeiten. 1635 wurde er vom polnischen Sejm geadelt. Er publizierte mehrere Werke für Kanoniere.